# 金牛镇 (宾川县)
金牛镇，原称牛井镇，为中国云南省宾川县下辖镇，全镇面积272.97平方公里，2020年常住人口119,780人，成立于2002年8月13日，是宾川县人民政府所在地，是宾川县政治、经济、文化中心。

## 历史沿革
2002年8月，合并牛井镇、太和镇为金牛镇。2010年12月，彩凤华侨管理区的牛井片区、太和华侨管理区并入，分别设立大龙阁华侨社区、柳家湾华侨社区。

## 行政区划
金牛镇目前下辖以下地区：
牛井社区、桑园社区、大新社区、太和社区、李相社区、柳家湾华侨社区、大龙阁华侨社区、圭山村、大尖峰村、金甸村、白塔村、彩凤村、江干村、管岗村、新坪村、仁和村、罗官村和东四村。

## 中国传统村落
2013年8月，太和农场社区柳家湾被评为第二批中国传统村落。